# STS-66
STS-46 e шестдесет и шестата мисия на НАСА по програмата Спейс шатъл и тринадесети полет на совалката Атлантис. Това е трети последен полет на изследователския модул „Атлас“ на космическата лаборатория Спейслаб.

## Екипаж
| Пост                         | Астронавт                                         |
| ---------------------------- | ------------------------------------------------- |
| Командир                     | Доналд Макмонагъл трети космически полет          |
| Пилот                        | Къртис Браун втори космически полет               |
| Специалист на мисията 1      | Елен Очоа втори космически полет                  |
| Специалист на мисията 2      | Джоузеф Танър първи космически полет              |
| Специалист на мисията 3      | Жан-Франсоа Клервоа (CNES) първи космически полет |
| Специалист по полезния товар | Скот Паразински първи космически полет            |

- Броят на полетите е преди и включително тази мисия.

## Полетът
Това е третият и последен полет на лабораторията "АTLAS" (The Atmospheric Laboratory for Applications and Sciences). В екипажа на „Атлантис“ се намира вторият французин (след полета на Патрик Бодри през 1985 г.). С помощта на 7-те основни инструмента на ATLAS се проучва Слънцето, взаимодействието между горната част на атмосферата и космоса, състава на екзосферата и термосферата, озоновия слой, слънчевата енергия и радиация, химията и механиката на затоплянето на земната атмосфера, влиянието на озона върху глобалните температури и разпространението на атмосферните газове около Земята. Освен това се планира изучаване на дупката в озоновия слой над Антарктида, за да може да се прогнозира нейната еволюция и как тя влияе на усвояването на слънчевата радиация.
Втората основна цел на полета е разполагане и извличане след това на отделяемия спътник CRISTA-SPAS (от Cryogenic Infrared Spectrometers and Telescopes for the Atmosphere). Tой извършва 8-дневен самостоятелен полет за изследване на долните и средни слоеве на атмосферата. Изведена е на втория ден от полета и се прибира на борда предпоследния ден преди приземяването.
Планираното кацане в Космическия център „Кенеди“ във Флорида е отменено поради вятър и дъжд, причинени от тропическата буря „Гордън“ и е насочено за базата „Едуардс“.
Това е последният самостоятелен полет за совалката за следващите 14 години, когато е проведена последната мисия (STS-125) по обслужването на телескопа „Хъбъл“.

## Параметри на мисията
- Маса:
  - Полезен товар: 10 544 кг
- Перигей: 296 км
- Апогей: 310 км
- Инклинация: 57,0°
- Орбитален период: 90.6 мин

## Галерия
- Старта на мисията
- Извеждането на CRISTA-SPAS в орбита
- Работа в орбита
- Приземяването